# 水原義重
水原 義重（みずはら よししげ、1887年（明治20年）9月3日 - 1968年（昭和43年）8月13日）は、大日本帝国陸軍軍人。最終階級は陸軍中将。

## 経歴
1887年（明治20年）に愛媛県で生まれた。陸軍士官学校第20期卒業。1933年（昭和8年）に独立守備歩兵第2大隊長に就任。1935年（昭和10年）に、陸軍歩兵大佐に進級と同時に丸亀連隊区司令官に就任した。1936年（昭和11年）に第1師団司令部附となり、國學院大學に配属された。1937年（昭和12年）に関東軍野戦鉄道司令部龍山支部長に転じ、1938年（昭和13年）に陸軍少将に進級。
1939年（昭和14年）に新設された独立混成第7旅団長に就任し、日中戦争に出動。晋中で討伐戦に当たる。1940年（昭和15年）に独立混成第8旅団長、1941年（昭和16年）3月に第55師団司令部附、同年8月に第55師団兵務部長を歴任。1943年（昭和18年）に福岡陸軍軍需輸送統制部長に就任し、1944年（昭和19年）9月より第1船舶輸送司令部附を兼任。1945年（昭和20年）1月15日に西部軍司令部附となり、1月20日に第128師団長心得となる。3月1日に陸軍中将に進級し、第128師団長に親補され、羅子溝で終戦を迎えた。

## 栄典
勲章
- 1945年（昭和20年）7月25日  - 勲一等瑞宝章[6]